# Stazione di Horomui
La stazione di Horomui (幌向駅?, Horomui-eki) è una stazione della città di Iwamizawa, in Hokkaidō, Giappone, situata sulla linea principale Hakodate.

## Struttura
La stazione è dotata di una banchina laterale e una a isola centrale.
| 1 | ■ Linea principale Hakodate | per Sapporo e Otaru      | per Sapporo e Otaru      |
| 2 | ■ Linea principale Hakodate | Binario di servizio      |                          |
| 2 | ■ Linea principale Hakodate | per Iwamizawa e Takikawa | per Iwamizawa e Takikawa |

## Stazioni adiacenti
| «                         | Servizio                  | »                         |
| Linea principale Hakodate | Linea principale Hakodate | Linea principale Hakodate |
| ------------------------- | ------------------------- | ------------------------- |
| Toyohoro                  | Tutti i treni             | Kami-Horomui              |